# Teoría del desarrollo cognitivo de Piaget

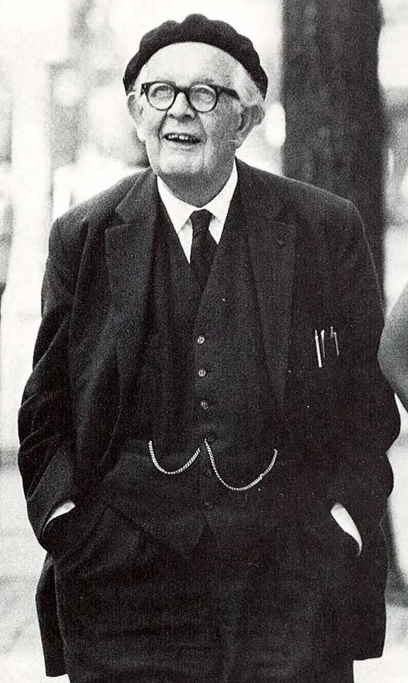
Jean Piaget en Ann Cenador

La teoría del desarrollo cognitivo de Piagetes una teoría integral sobre la naturaleza y el desarrollo de la inteligencia humana. Fue creada por el psicólogo del desarrollo suizo Jean Piaget (1896-1980). La teoría se ocupa de la naturaleza del conocimiento en sí mismo y de cómo los humanos llegan gradualmente a adquirirlo, construirlo y utilizarlo. La teoría de Piaget se conoce principalmente como teoría de etapas de desarrollo.
En 1919, mientras trabajaba en la Escuela Laboratorio Alfred Binet de París, Piaget "estaba intrigado por el hecho de que niños de diferentes edades cometieran diferentes tipos de errores al resolver problemas". Su experiencia y observaciones en el Laboratorio Alfred Binet fueron los inicios de su teoría del desarrollo cognitivo.
Piaget creía que los niños no son como "pequeños adultos" que pueden saber menos; sino que  estos simplemente piensan y hablan de manera diferente. Al pensar que estos tienen grandes capacidades cognitivas, Piaget ideó cuatro etapas diferentes de desarrollo cognitivo, que puso a prueba. Dentro de esas cuatro etapas logró agruparlos con diferentes edades. En cada etapa se dio cuenta de cómo los niños lograban desarrollar sus habilidades cognitivas. Por ejemplo, él creía que los niños experimentan el mundo a través de acciones, representando cosas con palabras, pensando lógicamente y usando el razonamiento.
Para Piaget, el desarrollo cognitivo era una reorganización progresiva de los procesos mentales resultante de la maduración biológica y la experiencia ambiental. Él creía que los niños construyen una comprensión del mundo que los rodea, experimentan discrepancias entre lo que ya saben y lo que descubren en su entorno y luego ajustan sus ideas en consecuencia. Además, Piaget afirmó que el desarrollo cognitivo está en el centro del organismo humano y que el lenguaje depende del conocimiento y la comprensión adquiridos a través del desarrollo cognitivo. El trabajo anterior de Piaget recibió la mayor atención.
Las aulas centradas en el niño y la "educación abierta" son aplicaciones directas de los puntos de vista de Piaget. A pesar de su gran éxito, la teoría de Piaget tiene algunas limitaciones que el mismo Piaget reconoció: por ejemplo, la teoría apoya etapas agudas en lugar de un desarrollo continuo (decalaje horizontal y vertical).

## Naturaleza de la inteligencia: operativa y figurativa
Piaget señaló que la realidad es un sistema dinámico de cambio continuo. La realidad se define en referencia a las dos condiciones que definen los sistemas dinámicos. Específicamente, argumentó que la realidad involucra transformaciones y estados. Las transformaciones se refieren a todas las formas de cambios que puede sufrir una cosa o una persona. Los estados se refieren a las condiciones o apariencias en las que se pueden encontrar cosas o personas entre transformaciones. Por ejemplo, puede haber cambios en la forma (por ejemplo, los líquidos se remodelan a medida que se transfieren de un recipiente a otro, y de manera similar los humanos cambian sus características a medida que envejecen), en tamaño (un niño pequeño no camina y corre sin caerse, pero después de los 7 años de edad, la anatomía motora sensorial del niño está bien desarrollada y ahora adquiere destreza más rápido), o en la ubicación o ubicación en el espacio y el tiempo (p. ej., varios objetos o personas pueden encontrarse en un lugar en un tiempo y en un lugar diferente en otro momento). Por lo tanto, argumentó Piaget, si la inteligencia humana ha de ser adaptativa, debe tener funciones para representar tanto los aspectos transformacionales como los estáticos de la realidad. Propuso que la inteligencia operativa es responsable de la representación y manipulación de los aspectos dinámicos o transformacionales de la realidad, y que la inteligencia figurativa es responsable de la representación de los aspectos estáticos de la realidad.
La inteligencia operativa es el aspecto activo de la inteligencia. Implica todas las acciones, abiertas o encubiertas, realizadas para seguir, recuperar o anticipar las transformaciones de los objetos o personas de interés. La inteligencia figurativa es el aspecto más o menos estático de la inteligencia, que involucra todos los medios de representación utilizados para retener en la mente los estados (es decir, formas sucesivas, formas o ubicaciones) que intervienen entre las transformaciones. Es decir, involucra percepción, imitación, imaginería mental, dibujo y lenguaje. Por tanto, los aspectos figurativos de la inteligencia derivan su significado de los aspectos operativos de la inteligencia, porque los estados no pueden existir independientemente de las transformaciones que los interconectan. Piaget afirmó que los aspectos figurativos o representacionales de la inteligencia están subordinados a sus aspectos operativos y dinámicos y, por tanto, que la comprensión se deriva esencialmente del aspecto operativo de la inteligencia.
En cualquier momento, si la comprensión no tiene éxito es la inteligencia operativa la que enmarca cómo cambia y se entiende el mundo. Piaget afirmó que este proceso de comprensión y cambio implica dos funciones básicas: asimilación y acomodación.

### Asimilación y acomodación
A través de su estudio del campo de la educación, Piaget se centró en dos procesos, a los que denominó asimilación y acomodación. Para Piaget, asimilación significaba integrar elementos externos en estructuras de vidas o entornos, o aquellos que podríamos tener a través de la experiencia. La asimilación es la forma en que los humanos perciben y se adaptan a la nueva información. Es el proceso de encajar nueva información en esquemas cognitivos preexistentes. Asimilación en la que se reinterpretan nuevas experiencias para encajar o asimilar viejas ideas y analizar nuevos hechos en consecuencia. Ocurre cuando los humanos se enfrentan a información nueva o desconocida y se refieren a información previamente aprendida para encontrarle sentido. Por el contrario, la acomodación es el proceso de tomar nueva información en el entorno de uno y alterar los esquemas preexistentes para encajar en la nueva información. Esto sucede cuando el esquema existente (conocimiento) no funciona y debe cambiarse para hacer frente a un nuevo objeto o situación. La acomodación es imperativa porque así es como la gente seguirá interpretando nuevos conceptos, esquemas, marcos y más. Piaget creía que el cerebro humano ha sido programado a través de la evolución para traer equilibrio, que es lo que él creía que en última instancia influye en las estructuras mediante los procesos internos y externos a través de la asimilación y la acomodación.
Piaget entendía que la asimilación y la acomodación no pueden existir sin el otro. Son las dos caras de una moneda. Para asimilar un objeto a un esquema mental existente, primero es necesario tener en cuenta o adaptarse a las particularidades de este objeto hasta cierto punto. Por ejemplo, para reconocer (asimilar) una manzana como una manzana, primero se debe enfocar (acomodar) en el contorno de este objeto. Para hacer esto, es necesario reconocer aproximadamente el tamaño del objeto. El desarrollo aumenta el equilibrio o equilibrio entre estas dos funciones. Cuando están en equilibrio entre sí, la asimilación y la acomodación generan esquemas mentales de la inteligencia operativa. Cuando una función domina sobre la otra, generan representaciones que pertenecen a la inteligencia figurativa.

## Cuatro etapas de desarrollo
En su teoría del desarrollo cognitivo, Jean Piaget propuso que los seres humanos progresan a través de cuatro etapas de desarrollo: la etapa sensoriomotora, la etapa preoperacional, la etapa operativa concreta y la etapa operativa formal.

### Etapa sensoriomotora

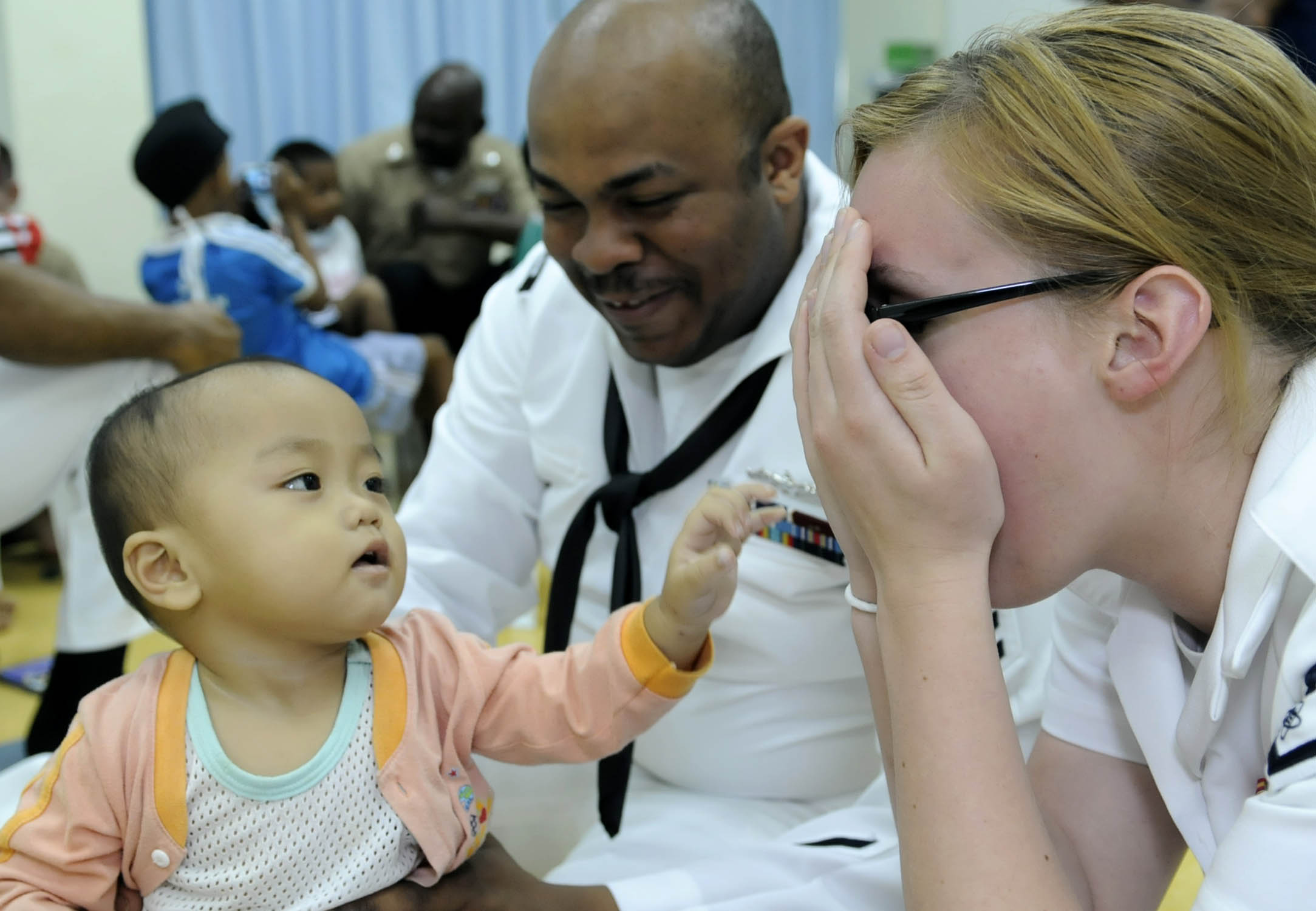
Los marineros de la Marina de los EE. UU. Juegan al escondite con un niño en la sala de niños del Hospital Likas.

La primera de ellas, la etapa sensoriomotora "se extiende desde el nacimiento hasta la adquisición del lenguaje". En esta etapa, los bebés construyen progresivamente el conocimiento y la comprensión del mundo coordinando experiencias (como la vista y el oído) a partir de interacciones físicas con objetos (como agarrar, chupar y caminar). Los bebés adquieren conocimiento del mundo a partir de las acciones físicas que realizan dentro de él. Progresan desde la acción reflexiva e instintiva al nacer hasta el comienzo del pensamiento simbólico hacia el final de la etapa.
Los niños aprenden que están separados del medio ambiente. Pueden pensar en aspectos del entorno, aunque estos estén fuera del alcance de los sentidos del niño. En esta etapa, según Piaget, el desarrollo de la permanencia del objeto es uno de los logros más importantes. La permanencia del objeto es la comprensión de un niño de que un objeto sigue existiendo aunque no pueda verlo ni oírlo. El juego Peek-a-boo es un juego en el que los niños que aún no han desarrollado por completo la permanencia del objeto responden a la repentina ocultación y revelación de un rostro. Al final del período sensoriomotor, los niños desarrollan un sentido permanente de sí mismos y de objetos y rápidamente perderán interés en Peek-a-boo.
Piaget dividió la etapa sensoriomotora en seis subetapas..
| # | Subetapa                                                    | Edad                 | Descripción |
| - | ----------------------------------------------------------- | -------------------- | --- |
| 1 | Reflejos simples                                            | Nacimiento–6 semanas | "Coordinación de sensación y acción a través de comportamientos reflexivos". Tres primeros reflejos está descrito por Piaget: chupando de objetos en la boca, siguiendo objetos emotivos o interesantes con los ojos, y cerrando de la mano cuándo un contacto de marcas del objeto con la palma (palmar coge). Sobre las primeras seis semanas de vida, estos reflejos empiezan para devenir acciones voluntarias. Por ejemplo, el reflejo palmar deviene intencionado cogiendo. |
| 2 | Primeros hábitos y fase de reacciones circular primaria     | 6 semanas–4 meses    | "Coordinación de sensación y dos tipos de esquema: hábitos (reflejos) y reacciones circulares primarias (reproducción de un acontecimiento que inicialmente ocurrido por casualidad). El foco principal es todavía en el cuerpo del niño". Cuando un ejemplo de este tipo de reacción, un niño podría repetir el movimiento de pasar su mano antes de su cara. También en esta fase, reacciones pasivas, causados por clásicos o operante condicionante, puede empezar. |
| 3 | Fase de reacciones circular secundaria                      | 4–8 meses            | Desarrollo de hábitos. "Los niños devienen más objeto-orientado, moviendo allende self-preoccupation; repite acciones que trae interesar o pleasurable resultados". Esta etapa está asociada principalmente con el desarrollo de coordinación entre visión y prehension. Tres capacidades nuevas ocurren al llegar a este punto: intencionado cogiendo para un objeto deseado, reacciones circulares secundarias, y diferenciaciones entre fines y significa. Al llegar a este punto, los niños intencionadamente cogerán el aire en la dirección de un objeto deseado, a menudo a la distracción de amigos y familia. Reacciones circulares secundarias, o la repetición de una acción que implica un objeto externo empieza; por ejemplo, moviendo un cambio para girar en un ligero repetidamente. La diferenciación entre los medios y los fines también ocurre. Esto es quizás una de las etapas más importantes del crecimiento de un niño cuando él signifies el alborear de lógica. |
| 4 | Coordinación de etapas de reacciones circulares secundarias | 8–12 meses           | "Coordinación de visión y mano—de tacto-coordinación de ojo; coordinación de schemas e intencionalidad". Esta etapa está asociada principalmente con el desarrollo de lógica y la coordinación entre medios y fines. Esto es una etapa extremadamente importante de desarrollo, aguantando lo que Piaget llama la "primera inteligencia apropiada". También, esta etapa marca el principio de orientación de objetivo, la planificación deliberada de pasos para conocer un objetivo. |
| 5 | Reacciones circulares terciarias, novedad, y curiosidad     | 12–18 meses          | "Los niños devienen intrigued por las muchas propiedades de objetos y por las muchas cosas pueden hacer pasar a objetos; ellos experimento con comportamiento nuevo". Esta etapa está asociada principalmente con el descubrimiento de nuevo significa para conocer objetivos. Piaget Describe el niño en este juncture como el "científico joven," conduciendo pseudo-experimentos para descubrir métodos nuevos de conocer retos. |
| 6 | Internalización de esquemas                                 | 18–24 meses          | "Los niños desarrollan la capacidad de utilizar forma y símbolos primitivos que soportan representaciones mentales". Esta etapa está asociada principalmente con los principios de idea, o creatividad cierta. Esto marca el paso al preoperational etapa. |

### Etapa preoperacional
Al observar secuencias de juego, Piaget pudo demostrar la segunda etapa de su teoría, la etapa preoperativa. Dijo que esta etapa comienza hacia el final del segundo año. Comienza cuando el niño comienza a aprender a hablar y dura hasta los siete años. Durante la etapa preoperativa del desarrollo cognitivo, Piaget señaló que los niños aún no comprenden la lógica concreta y no pueden manipular mentalmente la información. En esta etapa, tiene lugar el aumento en el juego y la simulación en la actividad de los niños. Sin embargo, el niño todavía tiene problemas para ver las cosas desde diferentes puntos de vista. El juego de los niños se clasifica principalmente por el juego simbólico y la manipulación de símbolos. Este juego se refleja cuando interpreta las damas como bocadillos, los trozos de papel como platos y una caja como una mesa. Sus observaciones de los símbolos ejemplifican la idea de jugar con la ausencia de los objetos reales involucrados.
La etapa preoperatoria es previa y preparatoria en lo que respecta a las operaciones mentales. El niño es capaz de formar conceptos estables así como creencias mágicas (pensamiento mágico). El niño, sin embargo, todavía no puede realizar operaciones, que son tareas que el niño puede hacer mentalmente, en lugar de físicamente. Pensar en esta etapa sigue siendo egocéntrico, lo que significa que el niño tiene dificultades para ver el punto de vista de los demás. La etapa preoperativa se divide en dos subestaciones: la subestación de función simbólica y la subestación de pensamiento intuitivo. La etapa de la función simbólica es cuando los niños pueden comprender, representar, recordar e imaginar objetos en su mente sin tener el objeto frente a ellos. La etapa del pensamiento intuitivo es cuando los niños tienden a proponer las preguntas de "¿por qué?" y "¿como viene?" Esta etapa es cuando los niños quieren entender todo.

#### Subestadío de las funciones simbólicas
Sobre los dos a cuatro años de edad, los niños todavía no pueden manipular y transformar información en una manera lógica. Aun así, ahora pueden pensar en imágenes y símbolos. Otros ejemplos de capacidades mentales son la lengua y pretender juegos. El juego simbólico es cuándo los niños desarrollan funciones a amigos o amigos imaginarios. El juego de los niños deviene más de algo social y asignan funciones a cada uno. Algunos ejemplos de juego simbólico incluyen jugar a la casa, o teniendo un partido de té. El tipo de juego simbólico en que el niño se compromete está conectado con su nivel de creatividad y capacidad para conectar con otros. Además, la calidad de su juego simbólico puede tener consecuencias en su desarrollo más tardío. Por ejemplo, niños jóvenes cuyo juego simbólico es de una naturaleza violenta tiende para exhibir menos prosocial comportamiento y es más probablemente para mostrar tendencias antisociales en años más tardíos.
En esta etapa, aún existen limitaciones, como el egocentrismo y el pensamiento precautorio.

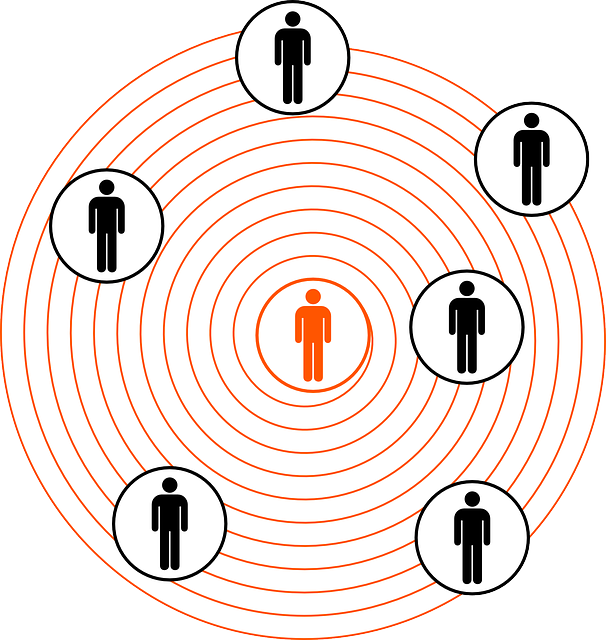
Egocentrismo

El egocentrismo ocurre cuando un niño es incapaz de distinguir entre su propia perspectiva y la de otra persona. Los niños tienden a ceñirse a su propio punto de vista, en lugar de considerar el punto de vista de los demás. De hecho, ni siquiera son conscientes de que existe un concepto como "puntos de vista diferentes". El egocentrismo se puede ver en un experimento realizado por Piaget y el psicólogo del desarrollo suizo Bärbel Inhelder, conocido como el problema de las tres montañas. En este experimento, se muestran al niño tres vistas de una montaña, a quien se le pregunta qué vería una muñeca ambulante en los distintos ángulos. El niño describirá constantemente lo que puede ver desde la posición desde la que está sentado, independientemente del ángulo desde el que se le pida que tome la perspectiva de la muñeca. El egocentrismo también haría que un niño crea: "Me gusta Barrio Sésamo, así que a papá también le debe gustar Barrio Sésamo".
Similar al pensamiento egocéntrico de los niños preoperacionales es su estructuración de relaciones de causa y efecto. Piaget acuñó el término "pensamiento precautorio" para describir la forma en que los niños preoperacionales usan sus propias ideas o puntos de vista existentes, como en el egocentrismo, para explicar las relaciones de causa y efecto. Los tres conceptos principales de causalidad que muestran los niños en la etapa preoperacional incluyen: animismo, artificialismo y razonamiento transductivo.
El animismo es la creencia de que los objetos inanimados son capaces de realizar acciones y tienen cualidades reales. Un ejemplo podría ser un niño que cree que la acera estaba loca y los hizo caer, o que las estrellas brillan en el cielo porque están felices. El artificialismo se refiere a la creencia de que las características ambientales pueden atribuirse a acciones o intervenciones humanas. Por ejemplo, un niño podría decir que hace viento afuera porque alguien sopla muy fuerte, o que las nubes son blancas porque alguien las pintó de ese color. Finalmente, el pensamiento precausorio se clasifica mediante el razonamiento transductivo. El razonamiento transductivo ocurre cuando un niño no comprende las verdaderas relaciones entre causa y efecto. A diferencia del razonamiento deductivo o inductivo (de general a específico, o de específico a general), el razonamiento transductivo se refiere a cuando un niño razona de específico a específico, trazando una relación entre dos eventos separados que de otra manera no están relacionados. Por ejemplo, si un niño oye el ladrido del perro y luego explota un globo, el niño concluirá que debido a que el perro ladró, el globo explotó.

#### Subestado intuitivo pensado
Entre los 4 y los 7 años de edad, los niños tienden a volverse muy curiosos y a hacer muchas preguntas, comenzando con el uso del razonamiento primitivo. Surge el interés de razonar y querer saber por qué las cosas son como son. Piaget lo llamó la "etapa intuitiva" porque los niños se dan cuenta de que tienen una gran cantidad de conocimiento, pero desconocen cómo lo adquirieron. El centrado, la conservación, la irreversibilidad, la inclusión de clases y la inferencia transitiva son características del pensamiento preoperatorio. Centrar es el acto de enfocar toda la atención en una característica o dimensión de una situación, sin tener en cuenta todas las demás. La conservación es la conciencia de que alterar la apariencia de una sustancia no cambia sus propiedades básicas. Los niños en esta etapa desconocen la conservación y exhiben centrado. Tanto el centrado como la conservación pueden entenderse más fácilmente una vez familiarizados con la tarea experimental más famosa de Piaget.
En esta tarea, a un niño se le presentan dos vasos de precipitados idénticos que contienen la misma cantidad de líquido. Por lo general, el niño nota que los vasos contienen la misma cantidad de líquido. Cuando uno de los vasos se vierte en un recipiente más alto y delgado, los niños menores de siete u ocho años suelen decir que los dos vasos ya no contienen la misma cantidad de líquido y que el recipiente más alto contiene la mayor cantidad (centrado ), sin tener en cuenta el hecho de que anteriormente se observó que ambos vasos contienen la misma cantidad de líquido. Debido a cambios superficiales, el niño no pudo comprender que las propiedades de las sustancias seguían siendo las mismas (conservación).
La irreversibilidad es un concepto desarrollado en esta etapa que está íntimamente relacionado con las ideas de centrado y conservación. La irreversibilidad se refiere a cuando los niños no pueden revertir mentalmente una secuencia de eventos. En la misma situación del vaso de precipitados, el niño no se da cuenta de que, si la secuencia de eventos se invirtiera y el agua del vaso de precipitados alto se volviera a verter en su vaso de precipitados original, entonces existiría la misma cantidad de agua. Otro ejemplo de la dependencia de los niños de las representaciones visuales es su malentendido de "menos que" o "más que". Cuando se colocan dos filas que contienen el mismo número de bloques frente a un niño, una fila más separada que la otra, el niño pensará que la fila que se extiende más lejos contiene más bloques.
La inclusión en clase se refiere a un tipo de pensamiento conceptual que los niños en la etapa preoperacional aún no pueden captar. La incapacidad de los niños para concentrarse en dos aspectos de una situación a la vez les impide comprender el principio de que una categoría o clase puede contener varias subcategorías o clases diferentes. Por ejemplo, a una niña de cuatro años se le puede mostrar una imagen de ocho perros y tres gatos. La niña sabe lo que son los perros y los gatos, y es consciente de que ambos son animales. Sin embargo, cuando se le preguntó, "¿Hay más perros o animales?" es probable que responda "más perros". Esto se debe a su dificultad para concentrarse en las dos subclases y la clase más grande al mismo tiempo. Ella pudo haber visto a los perros como perros o animales, pero tuvo problemas al tratar de clasificarlos como ambos, simultáneamente. Similar a esto es el concepto relacionado con el pensamiento intuitivo, conocido como "inferencia transitiva".
La inferencia transitiva consiste en utilizar conocimientos previos para determinar la pieza que falta, utilizando lógica básica. Los niños en la etapa preoperacional carecen de esta lógica. Un ejemplo de inferencia transitiva sería cuando a un niño se le presenta la información "A" es mayor que "B" y "B" es mayor que "C". Este niño puede tener dificultades para comprender aquí que "A" también es mayor que "C".

### Etapa operativa concreta
La etapa operativa concreta es la tercera etapa de la teoría del desarrollo cognitivo de Piaget. Esta etapa, que sigue a la etapa preoperatoria, ocurre entre los 7 y los 11 años. (niñez media y preadolescencia), y se caracteriza por el uso adecuado de la lógica. Durante esta etapa, los procesos de pensamiento de un niño se vuelven más maduros y "parecidos a los de un adulto". Empiezan a resolver problemas de una manera más lógica. El pensamiento abstracto e hipotético aún no está desarrollado en el niño, y los niños solo pueden resolver problemas que se aplican a eventos u objetos concretos. En esta etapa, los niños pasan por una transición en la que el niño aprende reglas como la conservación. Piaget determinó que los niños pueden incorporar el razonamiento inductivo. Este tipo de razonamiento implica extraer inferencias de las observaciones para hacer una generalización. Por el contrario, los niños luchan con el razonamiento deductivo, que implica el uso de un principio generalizado para tratar de predecir el resultado de un evento. Los niños en esta etapa comúnmente experimentan dificultades para descifrar la lógica en sus cabezas. Por ejemplo, un niño entenderá que "A es más que B" y "B es más que C". Sin embargo, cuando se le pregunta "¿es A más que C?", Es posible que el niño no sea capaz de resolver mentalmente la pregunta de manera lógica.
Otros dos procesos importantes en la etapa operativa concreta son la lógica y la eliminación del egocentrismo.
El egocentrismo es la incapacidad de considerar o comprender una perspectiva distinta a la propia. Es la fase en la que el pensamiento y la moralidad del niño están completamente enfocados en sí mismo. Durante esta etapa, el niño adquiere la capacidad de ver las cosas desde la perspectiva de otro individuo, incluso si piensa que esa perspectiva es incorrecta. Por ejemplo, enséñele a un niño un cómic en el que Jane pone una muñeca debajo de una caja, sale de la habitación y luego Melissa mueve la muñeca a un cajón y Jane regresa. Un niño en la etapa de operaciones concretas dirá que Jane seguirá pensando que está debajo de la caja aunque el niño sepa que está en el cajón. (Véase también Tarea de falsa creencia.)
Los niños en esta etapa pueden; sin embargo, resolver problemas que se apliquen solo a objetos o eventos reales (concretos), y no conceptos abstractos o tareas hipotéticas. Aún no se ha adaptado por completo la comprensión y el conocimiento de cómo utilizar el sentido común completo.
Piaget determinó que los niños en la etapa operativa concreta eran capaces de incorporar la lógica inductiva. Por otro lado, los niños de esta edad tienen dificultades para usar la lógica deductiva, que implica usar un principio general para predecir el resultado de un evento específico. Esto incluye reversibilidad mental. Un ejemplo de esto es poder invertir el orden de las relaciones entre categorías mentales. Por ejemplo, un niño podría reconocer que su perro es un labrador, que un labrador es un perro y que un perro es un animal, y sacar conclusiones de la información disponible, así como aplicar todos estos procesos a situaciones hipotéticas.
La calidad abstracta de la adolescente está pensada en el nivel operacional formal es evidente en el problema verbal del adolescente solucionando capacidad. La calidad lógica del pensamiento del adolescente es cuándo los niños son más probablemente para solucionar problemas en un modo de ensayo y error. Los adolescentes empiezan a pensar más como el científico piensa, ingeniando planes para solucionar problemas y sistemáticamente opiniones de prueba. Utilizan  razonamientos hipotético-deductivos , lo cual significa que  desarrollan hipótesis o suposiciones mejores, y sistemáticamente deducir, o concluir, el cual es el mejor camino a seguir para solucionar problemas. Durante esta etapa el adolescente es capaz de entender amor, valores y pruebas lógicas. Durante esta etapa la persona joven empieza a entretener posibilidades para el futuro y está fascinado con lo que puede ser.
Los adolescentes también están cambiando cognitivamente por la forma en que piensan sobre los asuntos sociales. Una cosa que provoca un cambio es el egocentrismo. Esto sucede aumentando la autoconciencia y dando a los adolescentes una idea de quiénes son a través de su singularidad e invencibilidad personal. El egocentrismo adolescente se puede dividir en dos tipos de pensamiento social: audiencia imaginaria y fábula personal. La audiencia imaginaria consiste en un adolescente que cree que los otros están mirando lo que hacen. La fábula personal no es lo mismo que la audiencia imaginaria, pero a menudo se confunde con la audiencia imaginaria. La fábula personal consiste en creer que eres excepcional de alguna manera. Estos tipos de pensamiento social comienzan en la etapa concreta pero continúan hasta la etapa operativa formal de desarrollo.

#### Tests para la operaciones concretas
Las pruebas de Piaget son bien conocidas y se practican para probar operaciones concretas. Las pruebas más frecuentes son las de conservación. Hay algunos aspectos importantes que el experimentador debe tener en cuenta al realizar experimentos con estos niños.
Un ejemplo de un experimento para probar la conservación es la tarea del nivel del agua. Un experimentador tendrá dos vasos del mismo tamaño, los llenará hasta el mismo nivel con líquido y se asegurará de que el niño comprenda que ambos vasos tienen la misma cantidad de agua. Luego, el experimentador verterá el líquido de uno de los vasos pequeños en un vaso alto y delgado. Luego, el experimentador le preguntará al niño si el vaso más alto tiene más líquido, menos líquido o la misma cantidad de líquido. Entonces el niño dará su respuesta. Hay tres claves que el experimentador debe tener en cuenta con este experimento. Estos son la justificación, el número de veces que se pregunta y la elección de palabras.
- Justificación: Una vez que el niño ha respondido la pregunta que se le plantea, el experimentador debe preguntar por qué dio esa respuesta. Esto es importante porque las respuestas que dan pueden ayudar al experimentador a evaluar la edad de desarrollo del niño.[43]
- Número de preguntas: algunos argumentan que las respuestas de un niño pueden verse influenciadas por la cantidad de veces que un experimentador les pregunta sobre la cantidad de agua en los vasos. Por ejemplo, se le pregunta a un niño sobre la cantidad de líquido en el primer juego de vasos y luego se le pregunta una vez más después de que el agua se mueve a un vaso de diferente tamaño. Algunos niños dudarán de su respuesta original y dirán algo que no habrían dicho si no hubieran dudado de su primera respuesta.[44]
- Elección de palabras: las frases que usa el experimentador pueden afectar la forma en que el niño responde. Si, en el ejemplo del líquido y el vidrio, el experimentador pregunta: "¿Cuál de estos vasos tiene más líquido?", El niño puede pensar que sus pensamientos de que son iguales es incorrecto porque el adulto está diciendo que uno debe tener más. Alternativamente, si el experimentador pregunta: "¿Son iguales?", Es más probable que el niño diga que sí, porque el experimentador da a entender que sí.
- Clasificación: -
- A medida que las experiencias y el vocabulario de los niños crecen, ellos construyen esquemas y son capaces de organizar objetos de muchas formas diferentes. También comprenden las jerarquías de clasificación y pueden organizar los objetos en una variedad de clases y subclases.
- Identidad: una característica del pensamiento operacional concreto es la comprensión de que los objetos tienen cualidades que no cambian incluso si el objeto se altera de alguna manera. Por ejemplo, la masa de un objeto no cambia al reorganizarlo. Un trozo de tiza sigue siendo tiza incluso cuando el trozo se rompe en dos.
- Reversibilidad: el niño aprende que algunas cosas que se han cambiado pueden volver a su estado original. El agua se puede congelar y luego descongelar para volverse líquida nuevamente; sin embargo, los huevos frito no se pueden volver a su estado original. Los niños usan mucho la reversibilidad en problemas matemáticos como: 2 + 3 = 5 y 5 - 3 = 2.
- Conservación: ¿Recuerda el ejemplo en el que los niños en la etapa preoperatoria piensan que un vaso de precipitados alto lleno con 8 onzas de agua tenía más agua que un cuenco corto y ancho también lleno con 8 onzas de agua? Este ejemplo muestra el concepto de conservación. Los niños operativos concretos pueden comprender la conservación y saber que el cambio de una cualidad (en este ejemplo, la altura o el nivel del agua) se puede compensar con cambios en otra cualidad (ancho). En consecuencia, entienden que hay la misma cantidad de agua en cada recipiente, aunque uno es más alto y más estrecho y el otro es más corto y más ancho.
- Descentración: los niños operativos concretos ya no se centran en una sola dimensión de cualquier objeto (como la altura del vidrio). Los niños también pueden comenzar a considerar los cambios en otras dimensiones (como el ancho del vidrio). La descentración permite que ocurra la conservación.
- Seriación: el niño operacional concreto demuestra ahora la organización de elementos a lo largo de una dimensión cuantitativa, como la longitud o el peso, de una manera metódica. Por ejemplo, pueden organizar lógicamente una serie de palos de diferentes tamaños en orden por longitud. Los niños más pequeños que aún no se encuentran en la etapa concreta abordan una tarea similar de manera fortuita.
- Estas nuevas habilidades cognitivas aumentan la comprensión del niño del mundo físico. Sin embargo, según Piaget, todavía no pueden pensar de forma abstracta. Además, no piensan de forma científica sistemática. Por ejemplo, la mayoría de los niños menores de doce años no podrían llegar a las variables que influyen en el período que tarda un péndulo en completar su arco. Incluso si se les dieran pesos que pudieran sujetar a cuerdas para realizar este experimento, no podrían sacar una conclusión clara (Inhelder y Piaget, 1958).

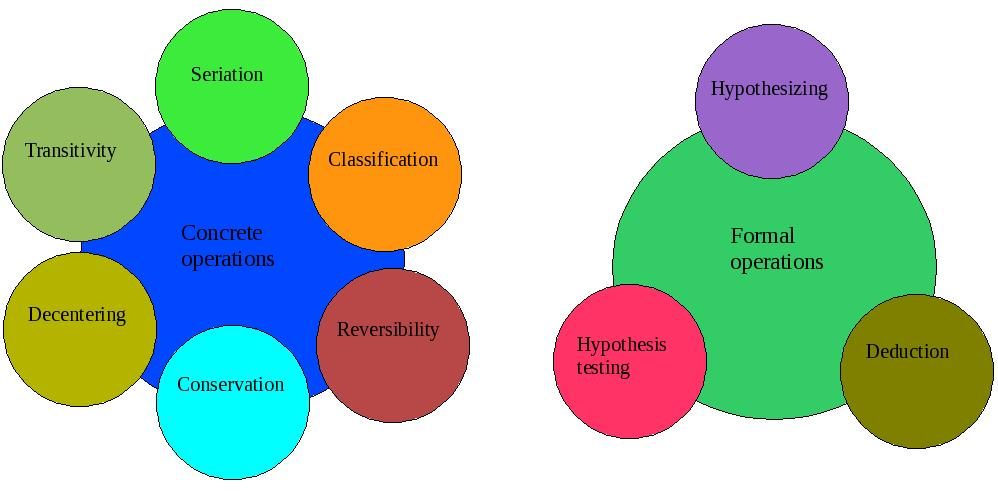
Operaciones piagetianas

### Etapa operacional formal
La etapa final se conoce como etapa operativa formal (la adolescencia y la edad adulta, aproximadamente desde los 12 años hasta la edad adulta): la inteligencia se demuestra mediante el uso lógico de símbolos relacionados con conceptos abstractos. Esta forma de pensamiento incluye "supuestos que no tienen una relación necesaria con la realidad". En este punto, la persona es capaz de realizar razonamientos hipotéticos y deductivos. Durante este tiempo, las personas desarrollan la capacidad de pensar en conceptos abstractos.
Piaget afirmó que el "razonamiento hipotético-deductivo" se vuelve importante durante la etapa operativa formal. Este tipo de pensamiento implica situaciones hipotéticas del tipo "qué pasaría si" que no siempre están arraigadas en la realidad, es decir, el pensamiento contrafáctico. A veces se requiere en ciencias y matemáticas.
- El pensamiento abstracto surge durante la etapa operativa formal. Los niños tienden a pensar de manera muy concreta y específica en las primeras etapas y comienzan a considerar los posibles resultados y consecuencias de las acciones.
- Metacognición, la capacidad de "pensar sobre pensar" que permite a los adolescentes y adultos razonar sobre sus procesos de pensamiento y monitorearlos.[46]
- La resolución de problemas se demuestra cuando los niños usan el método de prueba y error para resolver problemas. Surge la capacidad de resolver sistemáticamente un problema de forma lógica y metódica.

Los niños en la escuela primaria usan principalmente el razonamiento inductivo, pero los adolescentes comienzan a usar el razonamiento deductivo. El razonamiento inductivo es cuando los niños extraen conclusiones generales de experiencias personales y hechos específicos. Los adolescentes aprenden a utilizar el razonamiento deductivo aplicando la lógica para crear conclusiones específicas a partir de conceptos abstractos. Esta capacidad resulta de su capacidad para pensar hipotéticamente.
"Sin embargo, la investigación ha demostrado que no todas las personas en todas las culturas alcanzan operaciones formales, y la mayoría de las personas no utilizan operaciones formales en todos los aspectos de sus vidas".

#### Experimentos
Piaget y sus colegas llevaron a cabo varios experimentos para evaluar el pensamiento operativo formal.
En uno de los experimentos, Piaget evaluó las capacidades cognitivas de niños de diferentes edades mediante el uso de una balanza y diferentes pesos. La tarea consistía en equilibrar la balanza enganchando pesos en los extremos de la balanza. Para completar con éxito la tarea, los niños deben utilizar el pensamiento operacional formal para darse cuenta de que la distancia de las pesas del centro y la pesadez de las pesas afectaron el equilibrio. Un peso más pesado debe colocarse más cerca del centro de la báscula, y un peso más liviano debe colocarse más lejos del centro, para que los dos pesos se equilibren entre sí. Si bien los niños de 3 a 5 años no podían comprender en absoluto el concepto de equilibrio, los niños de 7 años podían equilibrar la balanza colocando los mismos pesos en ambos extremos, pero no se dieron cuenta de la importancia de la ubicación. A la edad de 10 años, los niños podían pensar en la ubicación, pero no usaban la lógica y, en cambio, usaban prueba y error. Finalmente, a los 13 y 14 años, en la adolescencia temprana, algunos niños entendieron más claramente la relación entre el peso y la distancia y pudieron implementar con éxito su hipótesis.

### Las etapas y causación
Piaget ve la concepción infantil de la causalidad como una marcha desde las concepciones "primitivas" de la causa a las de naturaleza más científica, rigurosa y mecánica. Estos conceptos primitivos se caracterizan como sobrenaturales, con un tono decididamente no natural o no mecánico. Piaget tiene como suposición más básica que los bebés son fenomenistas. Es decir, su conocimiento "consiste en asimilar las cosas a esquemas" a partir de su propia acción, de modo que parecen, desde el punto de vista del niño, "tener cualidades que, de hecho, provienen del organismo". En consecuencia, estas "concepciones subjetivas", tan prevalentes durante la primera etapa de desarrollo de Piaget, se frustran al descubrir verdades empíricas más profundas.
Piaget da el ejemplo de un niño que cree que la luna y las estrellas lo siguen en un paseo nocturno. Al enterarse de que tal es el caso de sus amigos, debe separarse del objeto, lo que da como resultado la teoría de que la luna está inmóvil o se mueve independientemente de otros agentes.
La segunda etapa, aproximadamente entre los tres y los ocho años de edad, se caracteriza por una mezcla de este tipo de concepciones mágicas, animistas o "no naturales" de la causalidad y la causalidad mecánica o "naturalista". Esta conjunción de explicaciones causales naturales y no naturales se deriva supuestamente de la experiencia misma, aunque Piaget no hace mucho esfuerzo por describir la naturaleza de las diferencias en la concepción. En sus entrevistas con niños, hizo preguntas específicamente sobre fenómenos naturales, como: "¿Qué hace que las nubes se muevan?", "¿Qué hace que las estrellas se muevan?", "¿Por qué fluyen los ríos?" La naturaleza de todas las respuestas dadas, dice Piaget, es tal que estos objetos deben realizar sus acciones para "cumplir con sus obligaciones hacia los hombres". Él llama a esto "explicación moral".

## Los mecanismos físicos subyacentes: Schemas y etapas
En 1967, Piaget consideró la posibilidad de moléculas de ARN como posibles encarnaciones de sus esquemas aún abstractos (que promovió como unidades de acción), aunque no llegó a ninguna conclusión firme. En ese momento, debido a un trabajo como el del bioquímico sueco Holger Hydén, se había demostrado que las concentraciones de ARN estaban correlacionadas con el aprendizaje. 
Hasta la fecha, con una excepción, ha sido imposible investigar tales hipótesis de ARN mediante la observación directa tradicional y la deducción lógica. La única excepción es que tales sitios ultra-micro seguramente tendrían que usar comunicación óptica, y estudios recientes han demostrado que las fibras nerviosas pueden transmitir luz/infrarrojos (además de su papel reconocido)
Sin embargo, está de acuerdo con la filosofía de la ciencia, especialmente el realismo científico, hacer investigaciones indirectas de tales fenómenos que son intrínsecamente no observables por razones prácticas. Entonces, el arte consiste en construir un caso interdisciplinario plausible a partir de la evidencia indirecta (como de hecho lo hace el niño durante el desarrollo del concepto), y luego retener ese modelo hasta que sea refutado por evidencia observable u otra nueva que luego requiere una nueva adaptación.
Con ese espíritu, ahora podría decirse que el modelo de ARN/infrarrojos es válido (para explicar la inteligencia superior de Piaget).  De todos modos, la situación actual (en inglés,  o en traducción) abre el camino para más pruebas y un mayor desarrollo en varias direcciones, incluida la Codificación neuronal y los puntos más finos de la agenda de Piaget.

## Aplicaciones prácticas
Los padres pueden utilizar la teoría de Piaget de muchas formas para apoyar el crecimiento de sus hijos. Los profesores también pueden utilizar la teoría de Piaget para ayudar a sus alumnos. Por ejemplo, estudios recientes han demostrado que los niños del mismo grado y de la misma edad se desempeñan de manera diferente en tareas que miden la precisión básica de la suma y la resta. Los niños en los niveles operativos preoperacionales y concretos del desarrollo cognitivo realizan operaciones aritméticas (como sumas y restas) con una precisión similar; sin embargo, los niños en el nivel operativo concreto han podido realizar tanto problemas de suma como de resta con mayor precisión en general. Los maestros pueden usar la teoría de Piaget para ver la posición de cada niño en su clase con cada materia al discutir el programa de estudios con sus estudiantes y los padres de los estudiantes.
La etapa de crecimiento cognitivo de una persona difiere de otra. El desarrollo cognitivo o el pensamiento es un proceso activo desde el principio hasta el final de la vida. El avance intelectual ocurre porque las personas de todas las edades y períodos de desarrollo buscan el equilibrio cognitivo. Para lograr este equilibrio, la forma más sencilla es comprender las nuevas experiencias a través de la lente de las ideas preexistentes. Los bebés aprenden que los objetos nuevos se pueden agarrar de la misma manera que los objetos familiares, y los adultos explican los titulares del día como evidencia de su visión del mundo existente.
Sin embargo, la aplicación de la teoría y los procedimientos piagetianos estandarizados en diferentes sociedades estableció resultados muy diversos que llevan a algunos a especular no solo que algunas culturas producen más desarrollo cognitivo que otras, sino que sin tipos específicos de experiencia cultural, sino también con una escolarización formal, el desarrollo podría cesar. en cierto nivel, como el nivel operativo concreto.[cita requerida] Se realizó un procedimiento siguiendo los métodos desarrollados en Ginebra (es decir, tarea de nivel de agua). A los participantes se les presentaron dos vasos de igual circunferencia y altura, llenos de cantidades iguales de agua. El agua de un vaso de precipitados se transfirió a otro con una circunferencia más alta y más pequeña. Los niños y adultos jóvenes de sociedades analfabetas de una edad determinada eran más propensos a pensar que el vaso de precipitados más alto y delgado tenía más agua. Por otro lado, un experimento sobre los efectos de modificar los procedimientos de prueba para que coincidan con la cultura local produjo un patrón de resultados diferente. En los procedimientos revisados, los participantes explicaron en su propio idioma e indicaron que si bien el agua ahora era "más", la cantidad era la misma. La tarea de Piaget sobre el nivel del agua también ha sido aplicada a los ancianos por Formann y los resultados mostraron una disminución no lineal del rendimiento asociada a la edad.

## Relación con las teorías psicométricas de la inteligencia
Los investigadores han vinculado la teoría de Piaget a la teoría de Cattell y Horn de las habilidades fluidas y cristalizadas. La inteligencia operativa de Piaget corresponde a la formulación de Cattell-Horn de la capacidad de fluir en cuanto a que ambos conciernen al pensamiento lógico y la "educación de relaciones" (una expresión que Cattell usó para referirse a la inferencia de relaciones). El tratamiento de Piaget del aprendizaje cotidiano corresponde a la formulación de Cattell-Horn de la capacidad cristalizada en el sentido de que ambos reflejan la impresión de la experiencia. Se considera que la operatividad de Piaget es anterior y, en última instancia, proporciona la base para el aprendizaje diario, al igual que la relación de la capacidad fluida con la inteligencia cristalizada.
La teoría de Piaget también se alinea con otra teoría psicométrica, a saber, la teoría psicométrica de g, inteligencia general. Piaget diseñó una serie de tareas para evaluar hipótesis derivadas de su teoría. Las tareas no estaban destinadas a medir diferencias individuales y no tienen equivalente en las pruebas de inteligencia psicométrica. A pesar de las diferentes tradiciones de investigación en las que se desarrollaron las pruebas psicométricas y las tareas piagetianas, se ha encontrado que las correlaciones entre los dos tipos de medidas son consistentemente positivas y generalmente de magnitud moderada. Se cree que g es la base del desempeño en los dos tipos de tareas. Se ha demostrado que es posible construir una batería que consta de tareas piagetianas que sea una medida de g tan buena como las pruebas de CI estándar.

## Desafíos para la teoría de etapas de Piaget
Las explicaciones de Piaget sobre el desarrollo han sido cuestionadas por varios motivos. En primer lugar, como señaló el propio Piaget, el desarrollo no siempre avanza de la manera fluida que parece predecir su teoría. Décalage, o formas progresivas de progresión del desarrollo cognitivo en un dominio específico, sugieren que el modelo de etapas es, en el mejor de los casos, una aproximación útil. Además, los estudios han encontrado que los niños pueden ser capaces de aprender conceptos y capacidad de razonamiento complejo que supuestamente representaba en etapas más avanzadas con relativa facilidad (Lourenço & Machado, 1996, p. 145). En términos más generales, la teoría de Piaget es de "dominio general", y predice que la maduración cognitiva ocurre simultáneamente en diferentes dominios del conocimiento (como las matemáticas, la lógica y la comprensión de la física o el lenguaje). Piaget no tuvo en cuenta la variabilidad en el desempeño de un niño, en particular, cómo un niño puede diferir en sofisticación en varios dominios.
Durante las décadas de 1980 y 1990, los desarrollistas cognitivos fueron influenciados por ideas de psicología evolutiva y "neo-nativistas". Estas ideas restaron importancia a las teorías generales del dominio y enfatizaron la especificidad del dominio o la modularidad de la mente. La modularidad implica que diferentes facultades cognitivas pueden ser en gran medida independientes entre sí y, por lo tanto, desarrollarse de acuerdo con horarios bastante diferentes, que están "influenciados por experiencias del mundo real". En este sentido, algunos desarrollistas cognitivos argumentaron que, en lugar de ser aprendices de dominio general, los niños vienen equipados con teorías específicas de dominio, a veces denominadas "conocimientos básicos", que les permiten entrar en el aprendizaje dentro de ese dominio. Por ejemplo, incluso los bebés pequeños parecen ser sensibles a algunas regularidades predecibles en el movimiento y las interacciones de los objetos (por ejemplo, un objeto no puede atravesar otro objeto), o en el comportamiento humano (por ejemplo, una mano que alcanza repetidamente un objeto tiene ese objeto, no solo un camino particular de movimiento), ya que se convierte en el bloque de construcción del cual se construye un conocimiento más elaborado.
Se ha dicho que la teoría de Piaget subestima la influencia que tiene la cultura en el desarrollo cognitivo. Piaget demuestra que un niño atraviesa varias etapas de desarrollo cognitivo y llega a conclusiones por sí mismo, sin embargo, el entorno sociocultural de un niño juega un papel importante en su desarrollo cognitivo. La interacción social le enseña al niño sobre el mundo y lo ayuda a desarrollarse a través de las etapas cognitivas, que Piaget no consideró.
El trabajo más reciente de un enfoque de sistemas dinámicos más nuevo ha desafiado fuertemente algunas de las presunciones básicas de la escuela del "conocimiento central" que sugirió Piaget. Los enfoques de sistemas dinámicos se basan en la investigación neurocientífica moderna que no estaba disponible para Piaget cuando estaba construyendo su teoría. Esto trajo nueva luz a la investigación en psicología en la que nuevas técnicas como las imágenes cerebrales proporcionaron una nueva comprensión del desarrollo cognitivo. Un hallazgo importante es que el conocimiento específico del dominio se construye a medida que los niños desarrollan e integran el conocimiento. Esto permite que el dominio mejore la precisión del conocimiento y la organización de los recuerdos. Sin embargo, esto sugiere más una "integración fluida" del aprendizaje y el desarrollo de lo que Piaget o sus críticos neo-nativistas habían imaginado. Además, algunos psicólogos, como Lev Vygotsky y Jerome Bruner, pensaban de manera diferente a Piaget, sugiriendo que el lenguaje era más importante para el desarrollo de la cognición de lo que Piaget implicaba.

## Etapas pospiagetianas y neopiagetianas
En los últimos años, varios teóricos intentaron abordar las preocupaciones con la teoría de Piaget mediante el desarrollo de nuevas teorías y modelos que pueden acomodar la evidencia que viola las predicciones y postulados de Piaget.
- Las teorías neopiagetianas del desarrollo cognitivo, avanzadas por Robbie Case, Andreas Demetriou, Graeme S. Halford, Kurt W. Fischer, Michael Lamport Commons y Juan Pascual-Leone, intentaron integrar la teoría de Piaget con las teorías cognitivas y diferenciales de la organización cognitiva. y desarrollo. Su objetivo era explicar mejor los factores cognitivos del desarrollo y las diferencias intraindividuales e interindividuales en el desarrollo cognitivo. Sugirieron que el desarrollo a lo largo de las etapas de Piaget se debe al aumento de la capacidad de la memoria de trabajo y la eficiencia de procesamiento por "maduración biológica".[80] Además, la teoría de Demetriou atribuye un papel importante a los procesos hipercognitivos de "autocontrol, autorregistro, autoevaluación y autorregulación", y reconoce el funcionamiento de varios dominios de pensamiento relativamente autónomos (Demetriou, 1998; Demetriou, Mouyi, Spanoudis, 2010; Demetriou, 2003, pág. 153).[81]
- La teoría de Piaget se detiene en la etapa operativa formal, pero otros investigadores han observado que el pensamiento de los adultos tiene más matices que el pensamiento operativo formal. Esta quinta etapa ha sido denominada pensamiento u operación posformal.[82][83] Se han propuesto etapas posformales. Michael Commons presentó evidencia de cuatro etapas posformales en el modelo de complejidad jerárquica : sistemática, meta-sistemática, paradigmática y paradigmática cruzada (Commons & Richards, 2003, p. 206-208; Oliver, 2004, pág. 31).[84][85][86] Sin embargo, hay muchos teóricos que han criticado el "pensamiento posformal" porque el concepto carece de verificación tanto teórica como empírica. En su lugar, se ha sugerido el uso del término "pensamiento integrador".[87][88][89][90][91]

Modelo de desarrollo moral de Kohlberg

- Fischer, Biggs y Biggs, Commons y Richards han propuesto una etapa "enunciativa", que se dice que ocurre antes de la etapa preoperacional temprana.[92][93]
- Jerome Bruner ha expresado puntos de vista sobre el desarrollo cognitivo en una "orientación pragmática" en la que los seres humanos utilizan activamente el conocimiento para aplicaciones prácticas, como la resolución de problemas y la comprensión de la realidad.[94]
- Michael Lamport Commons propuso el modelo de complejidad jerárquica (MHC) en dos dimensiones: complejidad horizontal y complejidad vertical (Commons & Richards, 2003, p. 205).[85][95][96]
- Kieran Egan ha propuesto cinco etapas de comprensión . Estos son "somáticos", "míticos", "románticos", "filosóficos" e "irónicos". Estas etapas se desarrollan a través de herramientas cognitivas como "historias", "oposiciones binarias", "fantasía" y "rima, ritmo y métrica" para mejorar la memorización y desarrollar una capacidad de aprendizaje duradera.[97]
- Lawrence Kohlberg desarrolló tres etapas de desarrollo moral: "Preconvencional", "Convencional" y "Postconvencional".[97][98] Cada nivel se compone de dos etapas de orientación, con un total de seis etapas de orientación: (1) "Castigo-Obediencia", (2) "Relativista instrumental", (3) "Buen chico-buena chica", (4) "Ley y Orden", (5)" Contrato social "y (6)" Principio ético universal ".[97][98]
- Andreas Demetriou ha expresado las teorías neopiagetianas del desarrollo cognitivo .
- Las etapas del desarrollo del ego de Jane Loevinger ocurren a través de "una evolución de etapas".[99] "Primero es la Etapa Presocial seguida de la Etapa Simbiótica, Etapa Impulsiva, Etapa de Autoprotección, Etapa Conformista, Nivel de Autoconciencia: Transición de Etapa Conformista a Conciencia, Nivel Individualista: Transición de Etapa Conciente a Etapa Autónoma, Etapa Conformista, y Escenario integrado ".[99]
- Ken Wilber ha incorporado la teoría de Piaget en su campo multidisciplinario de teoría integral. La conciencia humana está estructurada en orden jerárquico y organizada en cadenas de "holones" o " gran cadena del ser", que se basan en el nivel de desarrollo espiritual y psicológico.[100]

Jerarquía de necesidades de Maslow

- En 1993 se publicó un modelo que explica la conexión entre la teoría del desarrollo de Piaget y el concepto de autorrealización de Abraham Maslow.[101]
- Cheryl Armon ha propuesto cinco etapas de "la buena vida". Estos son "hedonismo egoísta", "hedonismo instrumental", "mutualidad afectiva / altruista", "individualidad" y "autonomía / comunidad" (Andreoletti & Demick, 2003, p. 284) (Armon, 1984, pág. 40-43).[102][103]
- Christopher R. Hallpike propuso que la evolución humana de la comprensión moral cognitiva había evolucionado desde el principio de los tiempos desde su estado primitivo hasta la actualidad.[104][105]
- Robert Kegan extendió el modelo de desarrollo de Piaget a los adultos al describir lo que llamó psicología del desarrollo constructivo.[106]